# Heliconia (Kolumbia)
Heliconia – miasto w Kolumbii, w departamencie Antioquia.